# Filtr (teoria zbiorów)
Rodzina {\displaystyle {\mathcal {F}}} podzbiorów zbioru {\displaystyle X} jest filtrem podzbiorów zbioru {\displaystyle X} jeśli są spełnione następujące warunki:
(i) Jeśli {\displaystyle A\subseteq B\subseteq X} i {\displaystyle A\in {\mathcal {F}},} to również {\displaystyle B\in {\mathcal {F}}.}
(ii) Część wspólna skończonej liczby elementów rodziny {\displaystyle {\mathcal {F}}} należy do {\displaystyle {\mathcal {F}}.}
(iii) {\displaystyle \varnothing \notin {\mathcal {F}}}.
Z aksjomatu (ii) i (iii) wynika, że przecięcie dowolnej skończonej liczby zbiorów rodziny {\displaystyle {\mathcal {F}}} jest niepuste.
Aksjomat (ii) jest równoważny dwóm następującym:
(ii1) Jeśli {\displaystyle A,B\in {\mathcal {F}},} to {\displaystyle A\cap B\in {\mathcal {F}},}
(ii2) Zbiór {\displaystyle X} należy do {\displaystyle {\mathcal {F}}}.

## Przykłady
- Każdy filtr {\displaystyle {\mathcal {F}}} w zbiorze skończonym {\displaystyle X} jest rodziną podzbiorów {\displaystyle X} zawierającą ustalony zbiór {\displaystyle A\subset X.} Zbiór {\displaystyle A} jest zbiorem filtra {\displaystyle {\mathcal {F}}} o najmniejszej liczbie elementów. Gdyby jakikolwiek inny element filtra nie zawierał zbioru {\displaystyle A,} to jego część wspólna z {\displaystyle A} byłaby albo zbiorem pustym albo zbiorem o mniejszej liczbie elementów, co przeczy założeniu o zbiorze {\displaystyle A.}
- Zbiór wszystkich otoczeń niepustego zbioru w przestrzeni topologicznej {\displaystyle X} jest filtrem. W szczególności zbiór otoczeń punktu jest filtrem.
- Jeśli {\displaystyle X} jest zbiorem nieskończonym, to dopełnienia do jego skończonych podzbiorów tworzą filtr nazywany filtrem Frecheta.
- Częścią wspólną filtrów {\displaystyle {\mathcal {F}}_{1}} i {\displaystyle {\mathcal {F}}_{2}} danych w tym samym zbiorze {\displaystyle X} jest zbiór wszystkich sum {\displaystyle M\cup N,} gdzie {\displaystyle M\in {\mathcal {F}}_{1}} i {\displaystyle N\in {\mathcal {F}}_{2}.}

## Porównanie filtrów
Niech {\displaystyle {\mathcal {F}}_{1}} i {\displaystyle {\mathcal {F}}_{2}} będą filtrami w danym zbiorze {\displaystyle X.} Filtr {\displaystyle {\mathcal {F}}_{2}} majoryzuje filtr {\displaystyle {\mathcal {F}}_{1}} (albo {\displaystyle {\mathcal {F}}_{1}} minoryzuje {\displaystyle {\mathcal {F}}_{2}}), gdy {\displaystyle {\mathcal {F}}_{1}\subseteq {\mathcal {F}}_{2}.} Jeśli ponadto {\displaystyle {\mathcal {F}}_{1}\neq {\mathcal {F}}_{2},} to mówi się, że {\displaystyle {\mathcal {F}}_{2}} jest silniejszy od {\displaystyle {\mathcal {F}}_{1},} albo że {\displaystyle {\mathcal {F}}_{1}} jest słabszy od {\displaystyle {\mathcal {F}}_{2}}.
Dwa filtry, z których jeden majoryzuje drugi, nazywają się filtrami porównywalnymi. Zbiór wszystkich filtrów w ustalonym zbiorze {\displaystyle X} jest uporządkowany przez relację majoryzacji. Relacja ta jest relacją indukowaną przez relację inkluzji w zbiorze podzbiorów zbioru potęgowego {\displaystyle \wp (\wp (X)).}

### Własności
- Najmniejszym filtrem w zbiorze {\displaystyle X} jest filtr jednoelementowy {\displaystyle \{X\}.}
- Dla każdego niepustego zbioru filtrów {\displaystyle ({\mathcal {F}}_{i})_{i\in I},} część wspólna

{\displaystyle {\mathcal {F}}=\bigcap _{i\in I}{\mathcal {F}}_{i}}
jest filtrem, który jest w szczególności kresem dolnym zbioru {\displaystyle \{{\mathcal {F}}_{i}:i\in I\}} w zbiorze wszystkich filtrów w {\displaystyle X,} uporządkowanym przez inkluzję.
- Aby w {\displaystyle X} istniał filtr {\displaystyle {\mathcal {F}}_{S}} zawierający daną rodzinę zbiorów {\displaystyle S\subseteq \wp (X)} potrzeba i wystarcza, aby część wspólna każdej skończonej liczby zbiorów z {\displaystyle S} była niepusta. Mówi się wówczas, że filtr {\displaystyle {\mathcal {F}}_{S}} jest generowany przez zbiór {\displaystyle S,} a zbiór {\displaystyle S} jest układem generatorów filtru {\displaystyle {\mathcal {F}}_{S}}[1].
- Aby istniał filtr {\displaystyle {\mathcal {F}}_{1}} w zbiorze {\displaystyle X} majoryzujący filtr {\displaystyle {\mathcal {F}},} który zawiera zbiór {\displaystyle A\subseteq X} potrzeba i wystarcza, aby zbiór {\displaystyle A} miał niepuste przecięcie z każdym zbiorem z filtru {\displaystyle {\mathcal {F}}}[1].

## Baza filtra
Zbiór {\displaystyle {\mathcal {B}}} podzbiorów zbioru {\displaystyle X} nazywa się bazą generowanego przez siebie filtra, jeśli:
- Część wspólna dowolnych dwóch elementów zbioru {\displaystyle {\mathcal {B}}} zawiera pewien zbiór {\displaystyle {\mathcal {B}}.}
- {\displaystyle {\mathcal {B}}} jest zbiorem niepustym, a pusty podzbiór zbioru {\displaystyle X} nie należy do {\displaystyle {\mathcal {B}}}[1].

### Własności bazy filtra
- Aby podzbiór {\displaystyle {\mathcal {B}}} filtra {\displaystyle {\mathcal {F}}} był jego bazą potrzeba i wystarcza, aby każdy zbiór należący do {\displaystyle {\mathcal {F}}} zawierał pewien zbiór z {\displaystyle {\mathcal {B}}}[1].
- Aby filtr {\displaystyle {\mathcal {F}}'} w {\displaystyle X} o bazie {\displaystyle {\mathcal {B}}'} majoryzował filtr {\displaystyle {\mathcal {F}}} w {\displaystyle X} o bazie {\displaystyle {\mathcal {B}}} potrzeba i wystarcza, aby każdy zbiór należący do {\displaystyle {\mathcal {B}}} zawierał pewien zbiór należący do {\displaystyle {\mathcal {B}}'}[1].

Minimalną {\displaystyle {\mathcal {F}}} moc bazy filtru nazywa się charakterem filtru i oznacza symbolem {\displaystyle \chi ({\mathcal {F}})} (por. diagram Cichonia).

## Ultrafiltry
Ultrafiltr w zbiorze {\displaystyle X} to każdy taki filtr w tym zbiorze, który nie jest majoryzowany przez żaden inny filtr właściwy w {\displaystyle X}.

### Własności
- Każdy filtr {\displaystyle {\mathcal {F}}} w zbiorze {\displaystyle X} jest majoryzowany przez pewien ultrafiltr[1].

Dowód. Niech {\displaystyle \mathbb {R} } oznacza rodzinę wszystkich filtrów właściwych zawierających {\displaystyle {\mathcal {F}}.} Rodzina ta jest niepusta bo {\displaystyle {\mathcal {F}}\in \mathbb {R} .} Niech {\displaystyle {\mathcal {L}}} będzie łańcuchem w {\displaystyle \mathbb {R} .} Rodzina {\displaystyle \cup {\mathcal {L}}} jest właściwym filtrem w {\displaystyle X.} Rzeczywiście, zbiór pusty nie należy do żadnego elementu rodziny {\displaystyle {\mathcal {L}},} nie należy też zatem do {\displaystyle \cup {\mathcal {L}}.} Niech {\displaystyle A,B\in \cup {\mathcal {L}}.} Istnieje wówczas taki filtr {\displaystyle {\mathcal {F}}_{0},} że {\displaystyle A,B\in {\mathcal {F}}_{0},} skąd {\displaystyle A\cap B\in {\mathcal {F}}_{0}\subseteq \cup {\mathcal {L}}.} Podobnie, jeżeli {\displaystyle A\in \cup {\mathcal {L}}} oraz {\displaystyle B\supseteq A,} to {\displaystyle B\in {\mathcal {F}}_{0}} dla pewnego {\displaystyle {\mathcal {F}}_{0}\in {\mathcal {L}},} czyli {\displaystyle B\in \cup {\mathcal {L}}.} Pokazuje to, że {\displaystyle \cup {\mathcal {L}}} jest filtrem właściwym. Z lematu Kuratowskiego-Zorna wynika, że w {\displaystyle \mathbb {R} } istnieje element maksymalny.
- Niech {\displaystyle {\mathcal {F}}} będzie filtrem w zbiorze {\displaystyle X.} Wówczas {\displaystyle {\mathcal {F}}} jest ultrafiltrem wtedy i tylko wtedy, gdy dla każdych dwóch podzbiorów {\displaystyle A,B} zbioru {\displaystyle X,} jeśli {\displaystyle A\cup B\in {\mathcal {F}},} to {\displaystyle A\in {\mathcal {F}}} lub {\displaystyle B\in {\mathcal {F}}}[1].
- Niech {\displaystyle {\mathcal {F}}} będzie filtrem w zbiorze {\displaystyle X.} Wówczas {\displaystyle {\mathcal {F}}} jest ultrafiltrem wtedy i tylko wtedy, gdy dla każdego {\displaystyle A\subseteq X} albo {\displaystyle A\in {\mathcal {F}}} albo {\displaystyle X\ A\in {\mathcal {F}}}[1].
- Każdy filtr jest częścią wspólną wszystkich majoryzujących go ultrafiltrów[1].
- Jeżeli {\displaystyle X} jest niepustym zbiorem, to dla każdego {\displaystyle a\in X} rodzina

{\displaystyle {\mathcal {F}}_{a}=\{A\subseteq X:a\in A\}}
jest ultrafiltrem w {\displaystyle X,} bo dla każdego zbioru {\displaystyle A\subseteq X} dokładnie jeden ze zbiorów {\displaystyle A} i {\displaystyle X\ A} należy do {\displaystyle {\mathcal {F}}_{a}.}

## Filtr indukowany
Jeśli {\displaystyle {\mathcal {F}}} jest filtrem w zbiorze {\displaystyle X} oraz {\displaystyle A\subset X,} to zbiór {\displaystyle {\mathcal {F}}_{A}=\{Y\cap A:Y\in {\mathcal {F}}\}} nazywany jest śladem tego filtra na zbiorze {\displaystyle A.} Ślad ten jest filtrem wtedy i tylko wtedy, gdy każdy zbiór rodziny {\displaystyle {\mathcal {F}}} ma niepuste przecięcie ze zbiorem {\displaystyle A} i nazywany jest wtedy filtrem indukowanym w {\displaystyle A} przez {\displaystyle {\mathcal {F}}}.
Ultrafiltr {\displaystyle {\mathcal {U}}} w zbiorze {\displaystyle X} indukuje filtr {\displaystyle {\mathcal {U}}_{A}} wtedy i tylko wtedy, gdy {\displaystyle A\subset {\mathcal {U}}.} Filtr {\displaystyle {\mathcal {U}}_{A}} jest wtedy ultrafiltrem.

### Własności
- Niech {\displaystyle X} będzie przestrzenią topologiczną, {\displaystyle A\subset X.} Wtedy ślad na {\displaystyle {\mathcal {F}}_{A}} filtra {\displaystyle {\mathcal {F}}} otoczeń punktu {\displaystyle x\in X} jest filtrem w zbiorze {\displaystyle A} wtedy i tylko wtedy, gdy punkt ten jest punktem skupienia zbioru {\displaystyle A.}
- Dla każdego filtra {\displaystyle {\mathcal {F}}} w zbiorze {\displaystyle X} niech {\displaystyle \omega \notin X} oraz {\displaystyle {\mathcal {F}}'=\{M\cup \{\omega \}:M\in {\mathcal {F}}\}.} W zbiorze {\displaystyle X'=X\cup \{\omega \}} określmy bazę otoczeń dowolnego punktu {\displaystyle x\in X} jako rodzinę wszystkich podzbiorów zbioru {\displaystyle X'} zawierających ten punkt, a bazą otoczeń punktu {\displaystyle \omega } niech będzie {\displaystyle {\mathcal {F}}'.} Określają one topologię na {\displaystyle X',} a {\displaystyle {\mathcal {F}}} jest filtrem indukowanym przez filtr {\displaystyle {\mathcal {F}}'} otoczeń punktu {\displaystyle \omega .} Topologia w {\displaystyle X'} nazywana jest topologią skojarzoną z filtrem {\displaystyle {\mathcal {F}}.}

## Filtr elementarny
Filtrem elementarnym skorelowanym z ciągiem {\displaystyle (x_{n})} elementów zbioru {\displaystyle X} jest rodzina zbiorów {\displaystyle M\subset X} zawierających wszystkie elementy tego ciągu z wyjątkiem skończonej ich liczby. Bazą tego filtru jest rodzina zbiorów {\displaystyle S_{p}=\{x_{n}:n>p\}} dla {\displaystyle p\in \mathbb {Z} _{+}.} Zatem każdy filtr elementarny ma bazę przeliczalną.

### Własności
- Filtr elementarny skorelowany z podciągiem ciągu {\displaystyle (x_{n})} majoryzuje filtr elementarny skorelowany z ciągiem {\displaystyle (x_{n})}[1].
- Jeśli filtr {\displaystyle {\mathcal {F}}} ma bazę przeliczalną, to jest częścią wspólną wszystkich majoryzujących go filtrów elementarnych[1].
- Filtr dopełnień podzbiorów skończonych nieskończonego zbioru {\displaystyle X} jest częścią wspólną wszystkich filtrów elementarnych skorelowanych z ciągami nieskończonymi złożonymi z różnych elementów {\displaystyle X.}

## Filtr w przestrzeni topologicznej

### Granica filtra
Jeśli {\displaystyle {\mathcal {F}}} jest filtrem w przestrzeni topologicznej {\displaystyle X,} to mówi się, że punkt {\displaystyle x\in X} jest granicą tego filtra (lub że filtr ten jest zbieżny do tego punktu), jeśli {\displaystyle {\mathcal {F}}} majoryzuje filtr {\displaystyle {\mathcal {B}}(x)} otoczeń punktu {\displaystyle x.}
Jeśli {\displaystyle {\mathcal {B}}} jest bazą filtra {\displaystyle {\mathcal {F}},} to punkt {\displaystyle x} nazywany jest granicą tej bazy, jeśli jest granicą filtra przez tę bazę generowanego.

#### Własności
- Jeśli filtr {\displaystyle {\mathcal {F}}} jest zbieżny do {\displaystyle x,} to każdy filtr majoryzujący {\displaystyle {\mathcal {F}}} jest także zbieżny do {\displaystyle x.}
- Jeśli filtr jest zbieżny w pewnej topologii, to jest zbieżny także w każdej topologii słabszej.
- W pewnej przestrzeni topologicznej {\displaystyle X} filtr {\displaystyle {\mathcal {F}}} jest zbieżny do {\displaystyle x\in X} wtedy i tylko wtedy, gdy każdy ultrafiltr majoryzujący {\displaystyle {\mathcal {F}}} jest zbieżny do {\displaystyle x.}

### Punkt skupienia bazy filtra
Punkt przestrzeni topologicznej {\displaystyle X} nazywany jest punktem skupienia bazy {\displaystyle {\mathcal {B}}} filtra {\displaystyle {\mathcal {F}}} w tej przestrzeni, jeśli jest punktem skupienia każdego zbioru tej bazy. Punk taki jest punktem skupienia samego filtra {\displaystyle {\mathcal {F}}}.
Punkt {\displaystyle x\in X} jest punktem skupienia filtra {\displaystyle {\mathcal {F}}} wtedy i tylko wtedy, gdy istnieje filtr majoryzujący {\displaystyle {\mathcal {F}}} i zbieżny do {\displaystyle x.} Oznacza to, że istnieje filtr, który majoryzuje jednocześnie {\displaystyle {\mathcal {F}}} i filtr otoczeń punktu {\displaystyle x.} Dla ultrafiltra punkt jest jego punktem skupienia wtedy i tylko wtedy, gdy jest jego granicą.
Zbiór wszystkich punktów skupienia bazy filtra jest zbiorem domkniętym.

#### Własności
- W przestrzeni Hausdorffa każdy filtr ma co najwyżej jedną granicę. Jeśli w przestrzeni topologicznej każdy filtr ma nie więcej niż jedną granicę, to przestrzeń ta jest przestrzenią Hausdorffa.
- Przestrzeń topologiczna jest przestrzenią Hausdorffa wtedy i tylko wtedy, gdy granica filtra zbieżnego jest jego jedynym punktem skupienia[3].

### Granica funkcji względem filtra
Jeśli {\displaystyle f\colon X\to Y} jest odwzorowaniem zbioru {\displaystyle X} w przestrzeń topologiczną {\displaystyle Y} i {\displaystyle {\mathcal {F}}} jest filtrem w zbiorze {\displaystyle X,} to punkt {\displaystyle y\in Y} nazywany jest granicą funkcji {\displaystyle f} względem filtra {\displaystyle {\mathcal {F}}}, jeśli baza filtra {\displaystyle f({\mathcal {F}})} jest zbieżna do {\displaystyle y.} Zapisuje się to jako {\displaystyle y=\lim _{x,{\mathcal {F}}}f(x)} lub, jeśli nie prowadzi to do nieporozumień, jako {\displaystyle y=\lim _{x}f(x).}
Aby {\displaystyle y\in Y} było granicą funkcji {\displaystyle f} względem filtra {\displaystyle {\mathcal {F}}} potrzeba i wystarcza, aby dla dowolnego otoczenia {\displaystyle V} punktu {\displaystyle y} w przestrzeni {\displaystyle Y} istniał taki zbiór {\displaystyle M\in {\mathcal {F}},} że {\displaystyle f(M)\subset V.}

### Granica i ciągłość funkcji
Jeśli {\displaystyle X,Y} są przestrzeniami topologicznymi, {\displaystyle f\colon X\to Y,} a {\displaystyle {\mathcal {B}}} jest filtrem otoczeń punktu {\displaystyle a\in X,} to punkt {\displaystyle y\in Y} nazywamy granicą funkcji {\displaystyle f} w punkcie {\displaystyle a,} jeśli
{\displaystyle y=\lim _{\mathcal {B}}f(x)=\lim _{x\to a}f(x)}.
Funkcja {\displaystyle f\colon X\to Y} jest ciągła w punkcie {\displaystyle a\in X} wtedy i tylko wtedy, gdy {\displaystyle y=\lim _{x\to a}f(x)}.

## Kiełki względem filtra
Niech {\displaystyle {\mathcal {F}}} będzie filtrem w zbiorze {\displaystyle X.} Wtedy w zbiorze {\displaystyle {\mathcal {P}}(X)} wszystkich podzbiorów zbioru {\displaystyle X} można określić relację {\displaystyle \rho {:}}
{\displaystyle M\rho N\Leftrightarrow \exists _{U\in {\mathcal {F}}}M\cap U=N\cap U.}
Relacja ta jest relacją równoważności. Klasa równoważności {\displaystyle \xi =[M]_{\rho }} zbioru {\displaystyle M\subset X} nazywana jest kiełkiem zbioru względem filtra {\displaystyle {\mathcal {F}},} a zbiór ilorazowy {\displaystyle {\mathcal {P}}(X)/\rho } – zbiorem kiełków podzbiorów zbioru {\displaystyle X} względem filtra {\displaystyle {\mathcal {F}}}.
Suma zbiorów i ich część wspólna są zgodne z relacją {\displaystyle \rho {:}}
{\displaystyle [M\cup N]_{\rho }=[M]_{\rho }\cup [N]_{\rho },}
{\displaystyle [M\cap N]_{\rho }=[M]_{\rho }\cap [N]_{\rho }.}
Dlatego operacje te indukują na zbiorze kiełków operacje sumy i części wspólnej kiełków. Dla dwóch kiełków {\displaystyle \xi ,\eta } można zdefiniować relację:
{\displaystyle \xi \subset \eta \Leftrightarrow \xi =\xi \cap \eta ,}
która jest relacją częściowego porządku na zbiorze {\displaystyle {\mathcal {P}}(X)/\rho .} Względem tej relacji zbiór {\displaystyle {\mathcal {P}}(X)/\rho } jest kratą, której najmniejszym elementem jest kiełek {\displaystyle \varnothing =[\varnothing ]_{\rho },} a największym elementem jest kiełek {\displaystyle [X]_{\rho }}.
Relacja {\displaystyle \xi \subset \eta } oznacza, że istnieją takie zbiory {\displaystyle M\in \xi ,N\in \eta ,V\in {\mathcal {F}},} dla których {\displaystyle M\cap V=N\cap V.}
Niech {\displaystyle X,X'} będą zbiorami, a {\displaystyle {\mathcal {F}}} będzie filtrem w {\displaystyle X.} W zbiorze {\displaystyle \Phi =\{f\colon V\to X':V\in {\mathcal {F}}\}} można określić relację równoważności {\displaystyle \sigma {:}}
{\displaystyle f\sigma g\Leftrightarrow \exists _{V\in {\mathcal {F}}}f|_{V}=g|_{V}.}
Klasy równoważności relacji {\displaystyle \sigma } nazywane są kiełkami funkcji względem filtra, a zbiór ilorazowy {\displaystyle {\hat {\Phi }}=\Phi /\sigma } zbiorem kiełków funkcji z {\displaystyle X} w {\displaystyle X'} względem filtra {\displaystyle {\mathcal {F}}.}

### Przykłady
- W teorii funkcji rozpatruje się kiełki funkcji względem filtrów otoczeń punktu. Są one podstawowym narzędziem badania lokalnych własności funkcji różniczkowalnych, umożliwiającym algebraizację wielu problemów[5].
- W teorii funkcji zespolonych rozpatrywane są kiełki funkcji holomorficznych oraz snopy kiełków funkcji holomorficznych[6]. Snopy umożliwiają badanie globalnych własności funkcji holomorficznych.